# Vivienne McKee
Vivienne Hall McKee (født 24. juli 1949 i England) er en engelsk-dansk skuespiller. Hun er særlig kendt for at arrangere og medvirke Crazy Christmas Cabaret, som har haft årlige shows siden 1982.

## Uddannelse og karriere
McKee er uddannet fra The Bristol Old Vic Theatre School i 1973 og blev cand.mag. i dramatik og fransk i 1971.
Hun gjorde karriere i England og medvirkede bl.a. i filmen The Slipper and The Rose, hvor hun spillede sammen med Richard Chamberlain. På en turné i Danmark mødte hun sin senere mand, gymnasielærer Søren Hall, hvorefter hun slog sig ned i Danmark. Hun blev assistent for Sam Besekow på Det Kongelige Teater og debuterede i Historien om en hest. I 1981 grundlagde hun London Toast Theatre sammen med sin mand; i første omgang holdt teatret til i Comediehuset, men blev senere turnéteater for i 1994 at flytte ind i Det ny Teater under ledelse af Niels Bo Valbro og Bent Mejding. Her havde det til huse, til det i 1998 flyttede ind i Glassalen i Tivoli. Teatrets største succes er juleshowet Crazy Christmas Cabaret, der siden 1982 opføres årligt omkring jul i nye variationer, også i Musikhuset Aarhus. Showet, der spilles på engelsk, er typisk en parodi på en genre eller et kendt værk.
Vivienne McKee har ved siden af sin skuespilkarriere ofte fungeret som speaker og konferencier, ligesom hun i 1980'erne medvirkede i DR-underholdningsprogrammet Smil du er på! med Jarl Friis-Mikkelsen og Hans Otto Bisgård.
I foråret 2010 debuterede hun med et one-woman-show i Glassalen.
Hun modtog Teaterflisen i 2020.
Vivienne lægger engelsk stemme til informationen i DSB's IC3-tog.
Ved siden af sin skuespilkarriere har hun igennem fire spil i Hitman-serien (Hitman: Codename 47 (2000), Hitman 2: Silent Assassin (2002), Hitman: Contracts (2004) og Hitman: Blood Money (2006) lagt stemme til agent Diana Burnwood, som man kun hører som en stemme i telefonen. Diana Brunwood fungerer i spillet som elektronisk korrespondance og briefer imellem spillets hovedperson Agent 47 og "lejemorderfirmaet" The Agency.

## Filmografi

### Film
- Oviri (1986)
- Max (2000)
- Dykkerne (2000)
- No Man's Land (2000)

### Tv-serier
- Crossroads (1978)
- Ludo (1985)
- Hjem til fem (1995-1997)
- Langt fra Las Vegas (2001-2003)
- Ørnen (2006)

## Spil
- Hitman: Codename 47 (2000)
- Hitman 2: Silent Assassin (2002)
- Hitman: Contracts (2004)
- Hitman: Blood Money (2006)